# منشار تكساس 3 دي (فلم)
منشار تكساس(بالإنجليزية: Texas Chainsaw 3D) هو فيلم سلاشر رعب أمريكي إنتاج 2013. الفيلم من إخراج جون لويسنهوب ويشارك في بطولته كل من ألكسندرا داداريو وسكوت إيستوود وتانيا ريموند، من جمع إيرادات بلغت :37مليون دولار في أول ثلاثة أيام من عرضه بأمريكا الشمالية.

## قصة
تدور قصة الفيلم حول امرأة شابة تسافر هي واصحابها إلى ولاية تكساس للحصول على الإرث، لكنها هناك تفاجأ بمطاردتها من قبل القاتل الخطير المعروف بقاتل المنشار وهو ولد عمها .

## وصلات خارجية
- مقالات تستعمل روابط فنية بلا صلة مع ويكي بيانات

1. ↑  "معلومات عن منشار تكساس 3 دي (فيلم) على موقع bechdeltest.com". bechdeltest.com. مؤرشف من الأصل في 2019-12-14.
2. ↑  "معلومات عن منشار تكساس 3 دي (فيلم) على موقع allmovie.com". allmovie.com. مؤرشف من الأصل في 2019-11-12.
3. ↑  "معلومات عن منشار تكساس 3 دي (فيلم) على موقع omdb.org". omdb.org. مؤرشف من الأصل في 2019-12-14.